# Didier Mollard
Didier Mollard (Chambéry, 4 dicembre 1969) è un ex saltatore con gli sci francese.

## Biografia
In Coppa del Mondo esordì il 22 dicembre 1985 a Chamonix (11°) e ottenne il primo podio il 4 marzo 1987 a Örnsköldsvik (3°). Nel 1992-1993, la sua migliore stagione, ottenne vari podi - pur senza vittorie - e chiuse al settimo posto nella classifica generale e al secondo in quella di volo.
In carriera prese parte a tre edizioni dei Giochi olimpici invernali, Calgary 1988 (34° nel trampolino normale, 25° nel trampolino lungo), Albertville 1992 (8° nel trampolino normale, 40° nel trampolino lungo, 10° nella gara a squadre) e Lillehammer 1994 (17° nel trampolino normale, 10° nel trampolino lungo, 6° nella gara a squadre), a cinque dei Campionati mondiali (4° nella gara a squadre a Falun 1993 il miglior piazzamento) e a tre dei Mondiali di volo (29° a Planica 1994 il miglior piazzamento).

## Palmarès

### Coppa del Mondo
- Miglior piazzamento in classifica generale: 7º nel 1993
- 6 podi (tutti individuali):
  - 2 secondi posti
  - 4 terzi posti

#### Torneo dei quattro trampolini
- 1 podio di tappa[1]:
  - 1 terzo posto